# Landgericht Kelheim
Das Landgericht Kelheim war ein bayerisches „Landgericht älterer Ordnung“ in Kelheim, das von 1803 bis 1879 bestand.

## Geschichte
Kelheim war schon seit dem 11. Jahrhundert ein wichtiger Sitz der Wittelsbacher. Das „Landgericht älterer Ordnung“ Kelheim wurde 1803 gebildet. 1854 gab das Landgericht Kelheim einige Gemeinden an die Gerichte Stadtamhof und Regensburg (beide Oberpfalz) ab. Die Landgerichte im Königreich Bayern als Gerichts- und Verwaltungsbehörden gingen 1862 in administrativer Hinsicht in den Bezirksämtern auf. Die verbleibenden Rechtspflegeeinrichtungen in Kelheim behielten zunächst die Bezeichnung Landgericht. Als Eingangsinstanz der niederen Gerichtsbarkeit wurden die bisherigen Landgerichte 1879 durch das Gerichtsverfassungsgesetz reichseinheitlich in Amtsgericht umbenannt. Es entstand das Amtsgericht Kelheim.